# Sapygina decemguttata
Sapygina decemguttata – gatunek błonkówki z rodziny wysmugowatych.
Gatunek opisany w 1807 roku przez Louisa Jurine jako Sapyga decemguttata.
Błonkówka o ciele długości od 6,5 do 9 mm. Na czole, nad nasadami czułków, poprzeczna listwa. Ubarwienie czarne z jasnymi plamami: między nasadami czułków, bokach przedplecza i pięciu na tergitach od drugiego do czwartego.
Pasożyt os z rodzaju Odyneurus.
Występuje w Europie. Wykazany został z Austrii, Belgii, Bułgarii, Chorwacji, Czech, Francji, Grecji, Holandii, Niemiec, Polski, Słowacji, Słowenii, Szwajcarii, Ukrainy, Węgier i Włoch.